# صدفا
صدفا مدينة مصرية تقع في محافظة أسيوط، وهي قاعدة مركز صدفا.